# Erődrendszer

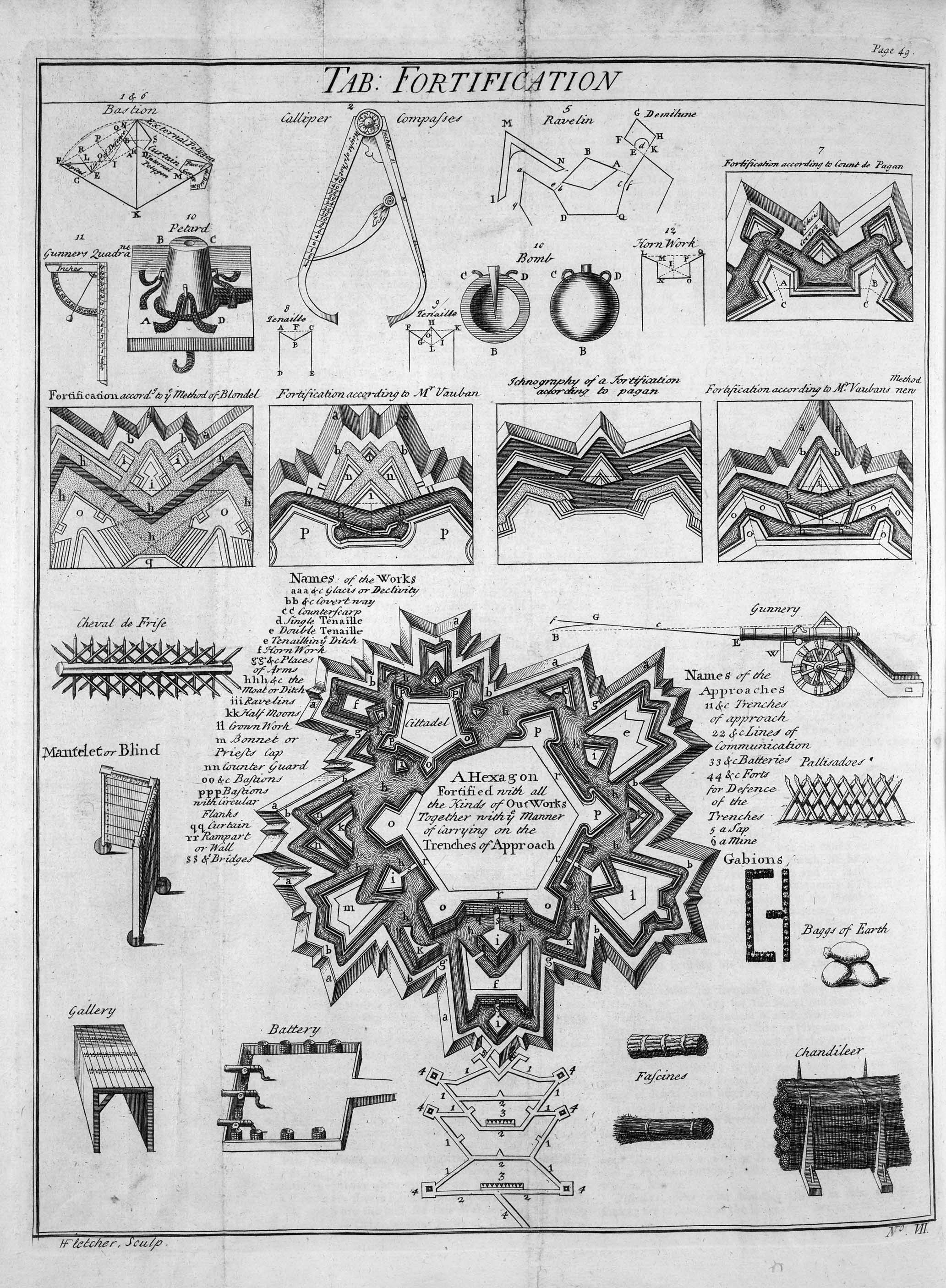
Erődítési rendszerek típusai az 1728-ban kiadott Cyclopaediában.

Az erődrendszer vagy erődítési rendszerek erődítési építmények olyan láncolata, amelyben az egyes építmények kereszttűzben tartják a közöttük lévő hézagokat. A rendszerint vasbetonokból készült építmények körül és az azok között lévő hézagokban drótakadályok vannak, az egész rendszer előtt pedig harckocsizárak. Az erődök nem előre lőnek, hanem oldalt, egymás elé. Ezzel az egész erődláncolat minden talpalatnyi pontja kereszttűz alatt van. A hézagokban, az úgynevezett térközállásokat építenek ki, és azokat gyalogsággal szállják meg. Az erődrendszer általában 80-100 km vagy ennél is hosszabban húzódik, és nagy védőképességű támaszpontokból, védőkörletekből áll. Ma az ehhez hasonló rendszereket a katonai terminológia megerősített körleteknek nevezi.

## Példák
- Árpád-vonal
- Atlanti fal
- Maginot-vonal
- Siegfried-vonal
- Sztálin-vonal
- Komáromi erődrendszer